# Nasavrky (district d'Ústí nad Orlicí)
Pour les articles homonymes, voir Nasavrky.
Nasavrky  (en allemand : Nassaberg) est une commune du district d'Ústí nad Orlicí, dans la région de Pardubice, en Tchéquie. Sa population s'élevait à 142 habitants en 2024.

## Géographie
Nasavrky se trouve à 4 km au nord-nord-est de Choceň, à 12 km au nord-ouest d'Ústí nad Orlicí, à 35 km à l'est-sud-est de Pardubice et à 131 km à l'est de Prague.
La commune est limitée par Koldín au nord-ouest et au nord, par Podlesí à l'est, par Mostek au sud et par Choceň à l'ouest.

## Histoire
La première mention écrite de la localité date de 1559.

## Transports
Par la route, Nasavrky trouve à 5 km de Choceň, à 16 km d'Ústí nad Orlicí, à 45 km de Pardubice et à 159 km de Prague. 